# أفيري فيشر
أفيري فيشر (بالإنجليزية: Avery Fisher)‏ هو مهندس أمريكي، ولد في 4 مارس 1906 في نيويورك في الولايات المتحدة، وتوفي بنفس المكان في 26 فبراير 1994.